# تركي الثقفي
تركي الثقفي (مواليد 1 مايو 1986) هو لاعب كرة قدم سعودي .
لعب سابقاً في أندية الأهلي والشعلة و نجران والأنصار و الريان القطري .

## وصلات خارجية
- تركي الثقفي على موقع قاعدة بيانات كرة القدم.إي يو (الإنجليزية)
- تركي الثقفي على موقع Soccerway.com (الإنجليزية)
- تركي الثقفي على موقع كووورة

- تركي الثقفي

]